# 4922 Leshin
4922 Leshin је астероид главног астероидног појаса чија средња удаљеност од Сунца износи 2,623 астрономских јединица (АЈ).
Апсолутна магнитуда астероида је 14,0.